# キリヤット・シュモナ
キリヤット・シュモナ（英語: Qiryat ShemonaまたはKiryat Shemona, ヘブライ語: קִרְיַת שְׁמוֹנָה）は、イスラエル北部・レバノン国境に位置する都市。2007年現在の人口は約22,100人（イスラエル中央統計局のデータによる）
また、地域における交通の要衝である。

## 歴史
ユダヤ人の入植によって作られた都市であり、アラブ系の人口は極めて少ない。

## テロ
この町は、レバノン国境に近接しており、レバノン側のアラブ武装勢力（ヒズボッラーと考えられている）からのミサイル攻撃を受けることでその名をメディアに表すことが多い。2005年12月の攻撃では、住民2名が犠牲となっている。また、2006年の7月から8月にかけての対レバノン戦争時にも、カチューシャ・ミサイルによる被害を受けている。

## 姉妹都市
- ナンシー（フランス）
- リション・レジオン（イスラエル）
- メミンゲン（ドイツ）